# وانگ فی-هونگ
وانگ فی-هونگ (انگلیسی: Wong Fei-hung؛ 
۹ ژوئیهٔ ۱۸۴۷
–۲۵ مارس ۱۹۲۴) رزمی‌کار، پزشک، انقلابی و قهرمان مردمی اهل چین بود.
او مشهورترین استادِ سبک هونگ جیا از هنرهای رزمی چینی محسوب می‌شود. او در عین حال، متخصص طب سوزنی در طب سنتی چین بود و در درمان‌گاهی به نام «پو چی لام» (چینی سنتی: 寶芝林) واقع در گوانگ‌ژو بیماران خود را درمان می‌کرد. امروزه موزه‌ای در زادگاهش فوشان به افتخار او برپاست.
لازم است ذکر شود که پدر او (و نه خودش) یکی از اعضای ده ببر کانتون بود و بعدها به خودِ او، لقب «ببری پس از ده ببر» داده شد.